# 望洪镇
望洪镇，是中华人民共和国宁夏回族自治区銀川市永宁县下辖的一个镇，2004年8月由原增岗乡、望洪乡合并而成。

## 行政区划
望洪镇下辖以下地区：
南方村、望洪村、西玉村、农丰村、农声村、西和村、东和村、增岗村、前渠村、史庄村、宋澄村、北渠村、靖益村、金星村、高渠村、新华村、望洪林场和宁大试验场。